# Вещь (Семейка Аддамс)
Вещь (англ. Thing), также Вещь В. Вещь, (англ. Thing T. Thing) — вымышленный персонаж из произведений о семейке Аддамс: человеческая рука, которая служит Аддамсам как слуга, постоянный спутник и домашний питомец. Если в оригинальном телесериале Вещь лишь высовывалась из разных ящиков и отверстий, в более поздних произведениях Вещь приняла вид отрубленной кисти правой руки, способной свободно передвигаться по дому Аддамсов и за его пределами на кончиках пальцев, как паук. Она не владеет даром речи, но разумна и может общаться с хозяевами с помощью жестов. Вещь появляется в оригинальном телесериале (1964—1966), возрождённом сериале «Новая семейка Аддамс» (1998), в фильмах «Семейка Аддамс» (1991), «Семейные ценности Аддамсов» (1993) и «Воссоединение семейки Аддамс» (1998), мультсериале 1992 года и мини-сериале «Уэнздей» (2022).

## История
Семейка Аддамс в целом появилась в комиксах Чарльза Аддамса, которые художник публиковал в журнале The New Yorker начиная с 1930-х годов. В книге Аддамса «Домоседы» 1954 года появлялся рисунок с изображением дома Аддамсов и табличкой «Берегись Вещи» (англ. Beware of the Thing) на входе; при этом не объяснялось, что такое Вещь. Во времена создания оригинального телесериала продюсер Дэвид Леви обратился к Аддамсу за разъяснениями по поводу отрубленной человеческой головы, появляющейся в нескольких комиксах; художник заявил, что это и есть «Вещь». Леви решил, что в телесериале отрубленную голову показывать нельзя, и предложил свой вариант — руку, причём показанную так, что для зрителя было бы неясно, откуда она берётся и какому человеку или существу принадлежит; он также отказался давать Вещи фамилию «Аддамс» или использовать название «Вещь» с определённым артиклем — «назовём её Вещь, просто Вещь» (англ. Thing вместо англ. the Thing). На рисунках Аддамса, в действительности, появлялись и подобные руки — так, комикс, опубликованный 20 марта 1954 года, показывал, как семейка Аддамс слушает музыку, из отверстий в корпусе граммофона высовывается пара рук и меняет пластинку. Хотя среди поклонников семейки Аддамсов возникло убеждение, что это первое изображение Вещи, ни художник, ни создатели сериала так этого и не подтверждали. 
В телесериале «Семейка Аддамс», который компания American Broadcasting Company выпускала с 1964 по 1966 год, Вещь изображалась как рука, высовывающаяся из небольшого ящика, иногда до самого локтя; она могла щёлкать пальцами, указывать, жестикулировать, менять пластинки на граммофоне или зажигать сигару отцу семейства Гомесу Аддамсу. Роль Вещи обычно исполнял актёр Тед Кэссиди, который также играл в сериале мрачного дворецкого Ларча. Оба персонажа иногда появлялись в одной и той же сцене: в этом случае Вещь играл один из членов съёмочной группы, чаще других — помощник режиссёра Джек Воглин. Вещь, как правило, была правой рукой Кэссиди, но актёр иногда менял руку на левую, просто чтобы посмотреть, не заметит ли это кто-нибудь. В титрах актёра не указывали; информация о том, кто играет Вещь, была одним из бдительно охраняемых секретов сериала. По воспоминаниям сценариста Симэна Джейкобса, появления Вещи в сериале прописывали так, чтобы зритель терялся в догадках, кому принадлежит рука — аудитория не должна была воспринимать эту конечность саму по себе как отдельного самостоятельного персонажа. Вещь представлялась создателям сериала как некое существо, постоянно спрятанное от глаз и только высовывающее руку наружу. Вариант с отрубленной рукой без тела, появившийся в фильмах 1990-х годов, им не понравился. 
В фильме Барри Зонненфельда «Семейка Аддамс» и его продолжениях Вещь — уже как отрубленная рука — свободно перемещалась по особняку Аддамсов на кончиках пальцев, как паук, и выполняла сложные действия: она могла водить машину, ездить на скейте, играть в шахматы. Вещь изображала рука фокусника Кристофера Харта, «отделённая» от тела с помощью спецэффектов. Зонненфельд и исполнительный продюсер Скотт Радин защищали это решение, говоря, что «освободили» Вещь от коробки, и что такой подход, какой использовался в сериале — с рукой из коробки — в фильме просто бы не сработал. Режиссёр специально проводил пробы на роль Вещи для фокусников и кукловодов и, по воспоминаниям выбранного в итоге Харта, предъявлял необычные требования — просил показать с помощью руки эмоции, заставить руку выглядеть счастливой, грустной, нервной и тому подобное. Актёр готовился к роли, изучая мультфильмы Диснея, где неодушевлённые объекты оживали и изображали те или иные эмоции. Свою версию Вещи Харт считал аутентичной и неповторимой.
Во всех последующих произведениях об Аддамсах, как мультсериал 1992 года,  Вещь уже соответствовала концепции Зонненфельда. В сериале 1998 года «Новая семейка Аддамс» роль Вещи играла рука канадского фокусника и актёра Стивена Фокса. Этот сериал добавил Вещи предысторию: в серии The Tale of Long John Addams, основное действие которой происходит в далёком прошлом, персонаж Кёрли — очень напоминающий дядю Фестера — теряет руку, которая начинает жить собственной жизнью под именем «Пинки» — подразумевается, что это предок Вещи. В другой серии Thing Is Missing Гомес и Мортиша находят семейный портрет родителей Вещи — это пара рук, мужская и женская. В мультфильме 2019 года и его продолжении Вещь носит украшения — например, наручные часы на запястье — которые тоже использует для передачи эмоций; у неё также обнаруживается приверженность к фут-фетишизму.
В телесериале 2022 года «Уэнздей» роль Вещи снова сыграла рука фокусника — Виктора Дорабанту. В этом сериале Вещь сопровождает Уэнздей на учёбу в Академии Невермор — Гомес просит Вещь присматривать за его дочерью; эта версия Вещи покрыта швами, подобно классическому чудовищу Франкенштейна. Вещь принимает активное участие в событиях сериала и помогает Уэнздей разгадать тайны школы и города Джерико. В течение сериала новая подруга Уэнздей, девушка-оборотень Энид Синклер, тоже учится общаться с Вещью.
"Вещь" часть "Эша Уильямса". 

### В других медиа
Вещь присутствует в рекламе 2021 года британского продавца мебели DFS, в рамках кампании «Найди свою вещь».

## Роль в сериале
Многие полезные функции Вещи включали доставку почты, передачу сигар Гомесу Аддамсу, а затем их прикуривание, переключение каналов на телевизоре Аддамсов, удержание пряжи для Мортиши Аддамс во время вязания, превращение винограда в вино менее чем за одну минуту и переключение записей на фонографе, особенно когда Гомес и Мортиша танцуют танго. Вещь сопровождает семью в поездках, находясь в бардачке машины, а в одном из эпизодов, где Гомес появляется в суде, Вещь вылезает из его портфеля. Вещь и бабушка Аддамсов увлекаются армрестлингом. В эпизоде воспоминаний о том, как Гомес и Мортиша встретились, выясняется, что Вещь служит семье Аддамсов с тех пор, как сам Гомес был ребёнком, и предполагается, что Вещь — потомок таких же «ручных» слуг более старшего поколения.
Мортиша всегда очень ценит услуги Вещи, и её частое «Спасибо, Вещь» — одна из самых известных фраз сериала; Уэнздей подражает своей матери, вежливо выражая благодарность Вещи за помощь. Вещь не может говорить, но иногда щёлкает пальцами, чтобы привлечь внимание, а также общается, сигнализируя азбукой Морзе, письмом или с помощью пальцевого алфавита. Это может сбить с толку посетителей особняка Аддамсов; в некоторых эпизодах гость дома Аддамсов, безмерно благодарный за доброту Аддамсов, с энтузиазмом пожимает руки всем присутствующим: «Спасибо, мистер Аддамс! Спасибо, миссис Аддамс!» — и затем Вещь предлагает ему рукопожатие. «И спасибо …» — начинает посетитель, прежде чем сообразить, с кем или чем он столкнулся, отпрянуть в замешательстве и выбежать из помещения.
В одном из эпизодов Мортиша получает шлепок и сначала подозревает Вещь. Однако тут же появляется Гомес и признаёт свою вину, объясняя: «Вещь просто любит держаться за руки»[значимость факта?].
Несмотря на то, что Вещь — это отрубленная рука, которая общается с помощью жестов, Вещь в целом действует в рамках комедийного амплуа «серьёзного человека».
Персонаж известен как «Cosa» (Вещь) в Испании, «Dedos» (Пальцы) в Латинской Америке, «Mano» (Рука) в Италии, «La Chose» (Вещь) во франкоязычных странах и «eiskaltes Händchen» (ледяная маленькая рука) на немецком языке.

## Маркетинг

### Игрушки
Американская компания Jada Toys создала радиоуправляемую копию Вещи. Игрушка оснащена пультом дистанционного управления, который позволяет двигать ее в разных направлениях. Продажи начались в преддверии второго сезона сериала «Уэнздей».  

## Другие руки
В сериале 1960-х две похожие руки были представлены в эпизоде «Мортиша встречает королевскую семью»:
- Леди Фингерс: «служанка», тёти Милли, также известной как принцесса Миллисент фон Шлепп. Когда Миллисент приехала в гости, Вещь и Леди Фингерс полюбили друг друга. Позже Леди Фингерс вернулась в Хэллоуин с новой семейкой Аддамс в качестве служанки бабушки Фрамп и в возрождённом сериале 1998 года в качестве горничной кузины Претенсии.
- Эсмеральда: ещё одна женская рука, нанятая Миллисент после увольнения Леди Фингерс. Эсмеральда оказалась воровкой, и Миллисент повторно наняла Леди Фингерс.